# Danuta Stenka

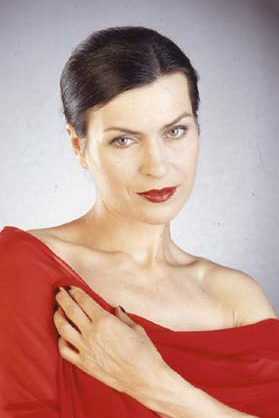
Danuta Stenka

Danuta Stenka, (Sierakowice (Pommeren), 10 oktober 1961) is een Pools actrice.
- Bibsys: 9022756
- Biblioteca Nacional de España: XX5298041
- Bibliothèque nationale de France: cb16713678q (data)
- Gemeinsame Normdatei: 1031256830
- International Standard Name Identifier: 0000 0001 1478 2013
- Library of Congress Control Number: no2009132810
- MusicBrainz: bf07d33e-ddc6-4fa5-a01f-9a63639d0f7b
- Nationale Bibliotheek van Tsjechië: xx0173755
- Nationale Bibliotheek van Polen: a0000002787303
- Virtual International Authority File: 96894012
- WorldCat: E39PBJxCvXtCxmGCV3Gg444cyd